# Me logia ellīnika
Me logia ellīnika (Με λόγια ελληνικά in greco) è il terzo album in studio del gruppo musicale greco-svedese Antique, pubblicato alla fine del 2001.

## Brani
1. Follow Me ('O,ti theleis) ('Ο,τι θέλεις) – 3:28 (Alex Papaconstantinou, Andreas Unge, Andreas Kleerup)
2. Me logia ellīnika (Με λόγια ελληνικά) – 3:30 (Christodoulos Siganos)
3. Kainourgia agapī (Καινούργια αγάπη) – 4:05 (Kiriakos Papadopoulos, Natalia Germanou)
4. Vīma-vīma (Βήμα-βήμα) – 3:50 (Papadopoulos, Ilias Filippou)
5. 'Oti pō (Ότι πω) – 3:35 (Siganos, Evi Droutsa)
6. I zōi einai tōra (Η ζωή είναι τώρα) – 3:06 (Carlsson, Olausson, Paparizou, Frisk)
7. Ligo – ligo (Λίγο – λίγο; versione estesa) – 6:15 (Alex Papaconstantinou, Andreas Unge)
8. Mera me ti mera (Μέρα με τη μέρα; versione estesa) – 5:07 (Christer Carlsson, Nicklas Olausson, Christer Sandelin, Tommy Ekman, Pontus Frisk)
9. Dynata dynata (Jones S club mix) (Δυνατά - δυνατά) – 5:06 (Ara Dinkjian, Lina Nikolakopoulou)
10. Opa opa (Οπα οπα; versione estesa) – 5:00 (Giōrgos Alkaios)
11. Follow Me ('O,ti theleis)
12. (I Would) Die for You
13. Adiko kai krima (Άδικο και κρίμα; duetto con Katy Garbi) – 5:30 (Nikos Terzis, Antonis Pappas)